# Cremnophyton
Cremnophyton là chi thực vật có hoa trong họ Amaranthaceae.